# Typ 05
Der Typ 05 ist eine Fahrzeugfamilie chinesischer Schwimmpanzer, die seit den 2000er-Jahren von Norinco hergestellt wird und 2006 beim Heer der Volksbefreiungsarmee eingeführt wurde.

## Varianten

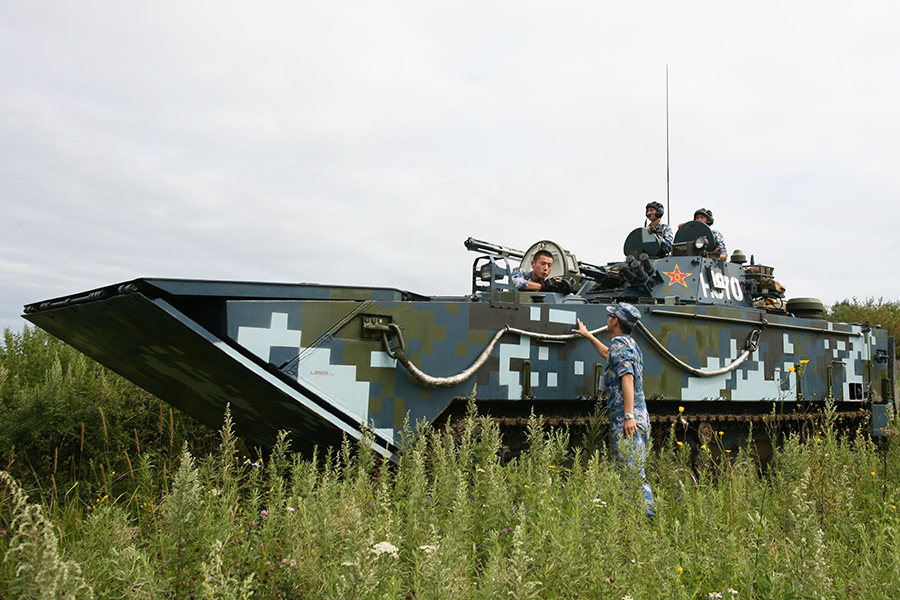
Schützenpanzer ZBD-05

- Typ 05/ZBD-05: Schützenpanzer mit einer 30-mm-Maschinenkanone und Platz für zehn Mann im Innenraum.
- Typ 05/ZTD-05: Leichter Panzer mit einer 105-mm-Kanone.
- Typ 05 Führungsfahrzeug: Führungsfahrzeug mit zusätzlicher Kommunikationsausrüstung.
- Typ 05 ARV: Bergepanzer.
- VN16: Exportversion des ZTD-05.[2]
- VN18: Exportversion des ZBD-05.

## Nutzer
- Volksrepublik China
- Venezuela: Die Versionen VN-18 und VN-16 wurden im Jahr 2014 bestellt.[3]